# Халкбанк (Туркменистан)
Акционерно-коммерческий банк Туркменистана «Халкбанк» (туркм. Türkmenistanyň „Halkbank“ paýdarlar täjirçilik banky; «АКБТ Халкбанк») — коммерческий банк Туркменистана. Название с туркменского переводится как «народный банк». Штаб-квартира — в Ашхабаде. Сеть отделений «Халкбанка», охватывает территорию всего Туркменистана, где населению предлагается широкий спектр вкладов и услуг.
«Лучший Банк года в Туркменистане» в 2011 году по версии журнала «The Banker».

## История
30 апреля 1993 года Туркменский республиканский банк Сберегательного банка СССР был преобразован в Сберегательный банк Туркменистана, а в 2001 году был переименован в Государственный коммерческий банк Туркменистана «Халкбанк».
В 2020 году Государственный коммерческий банк «Халкбанк» был преобразован в Акционерное общество открытого типа.

## Здание «Халкбанка»
12 октября 2011 года в Ашхабаде было введено в строй новое здание «Халкбанка». Оно имеет оригинальную архитектуру, 12-этажное здание расположилось по проспекту Атамырата Ниязова. Открытие нового офиса «Халкбанка» приурочено к 10-летию образования этого банка. В здании расположены большой операционный зал, кабинеты для работы с VIP-клиентами, современные банкоматы, справочная служба, конференц-зал на 200 мест, помимо этого, на каждом из верхних этажей предусмотрены помещения, предназначенные для проведения официальных встреч и переговоров.
На прилегающей к зданию территории разместилось еще два двухэтажных корпуса, где находятся Управление инкассации Центрального банка Туркменистана и Государственная пробирная палата.